# Campionati del mondo di ciclismo su strada 2017 - Cronometro femminile Elite
La cronometro femminile Elite dei Campionati del mondo di ciclismo su strada 2017 è stata corsa il 19 settembre in Norvegia, con partenza ed arrivo a Bergen, su un percorso totale di 21,1 km. L'oro è andato alla olandese Annemiek van Vleuten che ha vinto la gara con il tempo di 28'50"35 alla  media di 43,899 km, argento alla olandese Anna van der Breggen e a completare il podio l'australiana Katrin Garfoot.
Partenza ed arrivo 54 cicliste.

## Classifica (Top 10)
| Pos. | Corridore              | Squadra       | Tempo     |
| ---- | ---------------------- | ------------- | --------- |
| 1    | Annemiek van Vleuten   | Paesi Bassi   | 28'50"35  |
| 2    | Anna van der Breggen   | Paesi Bassi   | a 12"16   |
| 3    | Katrin Garfoot         | Australia     | a 18"93   |
| 4    | Chloé Dygert           | Stati Uniti   | a 37"95   |
| 5    | Ellen van Dijk         | Paesi Bassi   | a 52"06   |
| 6    | Linda Villumsen        | Nuova Zelanda | a 55"73   |
| 7    | Ashleigh Moolman-Pasio | Sudafrica     | a 1'18"53 |
| 8    | Lauren Stephens        | Stati Uniti   | a 1'19"86 |
| 9    | Hannah Barnes          | Gran Bretagna | a 1'23"42 |
| 10   | Cecilie Uttrup Ludwig  | Danimarca     | a 1'34"09 |